# Дарлан
Дарлан Перейра Мендес (на португалски: Darlan Pereira Mendes) е бразилски футболист, който играе на поста дефанзивен полузащитник. Състезател на Ухан Три Таунс.

## Кариера
Дарлан е бивш играч на Гремио, Жувентуде и Шапекоензе.
На 25 юли 2023 г. бразилецът е обявен за ново попълнение на софийския Левски. Дебютира на 6 август при загубата с 2:1 като гост на пловдивския Локомотив.

## Успехи
Гремио
- Гаучо 1 (4): 2019, 2020, 2021, 2023

- Рекопа Гауча (1): 2023